# المعين (ماوية)

تعديل مصدري - تعديل

المعين  هي إحدى قرى مديرية ماوية بمحافظة تعز اليمنية، بلغ تعداد سكانها 717 نسمة حسب التعداد السكاني في اليمن في 2004.